# Посёлок радиоцентра «Романцево»
Посёлок радиоцентра «Романцево» — посёлок в Подольском районе Московской области России. Входит в состав сельского поселения Лаговское (до середины 2000-х — Лаговский сельский округ).

## Население
| 2002 | 2006 | 2010 |
| ---- | ---- | ---- |
| 794  | ↘778 | ↘580 |

Согласно Всероссийской переписи, в 2002 году в посёлке проживало 794 человека (369 мужчин и 425 женщин); преобладающая национальность — русские (96 %).

## Расположение
Посёлок радиоцентра «Романцево» расположен на реке Рогожке примерно в 13 км к югу от центра города Подольска. В километре к западу от посёлка проходит Симферопольское шоссе, а в 4 километрах западнее расположена станция Львовская Курского направления МЖД. Ближайшие населённые пункты — деревни Романцево, Матвеевское и Алтухово.

## История
Московский приёмный радиоцентр был построен в 1940 году неподалёку от станции Львовская. Для проживания работников радиоцентра был основан посёлок, состоящий из нескольких домов. Часть сотрудников проживала в строительных бараках. Клуб с кинозалом был открыт в 1940 г. (повторно открыт 5 сентября 2004 г. после реконструкции, в год 75-летия Подольского района). В этом здании расположены амбулатория, библиотека, буфет. В 1960 году в посёлке был построен 16-квартирный жилой дом. Вскоре появился детский комбинат с летним бассейном на улице. В 1960-е годы посёлок был газифицирован. Для водоснабжения посёлка была пробурена артезианская скважина. Также в посёлке появилась начальная школа с 1 по 3 класс, спортивный комплекс со стадионом, общественная баня. В 1977 году был сдан в эксплуатацию многоквартирный 5-этажный жилой дом и комплекс гаражей.
В настоящее время[когда?]

 в посёлке девять многоквартирных жилых домов. Есть два магазина и почтовое отделение. В посёлке расположена остановка «Романцево» автобуса № 42 (ст. Львовская — Романцево).